# Hubert Ingraham
Hubert Alexander Ingraham (Pine Ridge, 4 de agosto de 1947) é um advogado e político das Bahamas, primeiro-ministro do país de 1992 a 2002 e de 2007 a 2012.